# Любно (община)
Община Любно (словен. Občina Ljubno) — одна з общин Словенії. Адміністративним центром є місто Любно-об-Савиньї.

## Населення
У 2011 році в общині проживало 2669 осіб, 1311 чоловіків і 1358 жінок. Чисельність економічно активного населення (за місцем проживання), 1077 осіб. Середня щомісячна чиста заробітна плата одного працівника (EUR), 837,57 (в середньому по Словенії 987.39). Приблизно кожен другий житель у громаді має автомобіль (50 автомобілі на 100 жителів). Середній вік жителів склав 41,1 роки (в середньому по Словенії 41.8). 